# Elfde amendement van de Grondwet van de Verenigde Staten
Het Elfde amendement werd in 1795 toegevoegd aan de Grondwet van de Verenigde Staten. Het bepaalt dat de federale rechterlijke macht niet bevoegd is inzake vorderingen van een burger tegen een staat.

## Voorgeschiedenis
Aanleiding voor het aannemen van het Elfde amendement was een uitspraak van het Amerikaanse Hooggerechtshof uit 1793 waarin het zich bevoegd verklaarde uitspraak te doen in een zaak van een burger tegen een staat (Chisholm v Georgia, 2 Dall. 419). Hiertegen kwam fel protest van particularisten die hierin een aantasting zagen van de soevereiniteit van de staten. Als reactie werd dit amendement bij de grondwet aangenomen.

## Reikwijdte
Het Hooggerechtshof onder leiding van opperrechter Marshall holde de reikwijdte van het Elfde amendement uit door te beslissen dat een federale rechter wel bevoegd is voor een vordering van een burger tegen een State Officer, een orgaan van een staat. Deze interpretatie werd na de Amerikaanse Burgeroorlog verlaten door een meer conservatief Hooggerechtshof. Dit had tot gevolg dat federale rechtbanken zich onbevoegd verklaarden om staatswetten aangenomen door de Zuidelijke staten te vernietigen, die op ongrondwettelijke wijze staatsschulden ten aanzien van particulieren kwijtscholden. Dit had desastreuze gevolgen voor de economie van het zuiden. In 1908 schaarde het Hooggerechtshof zich weer achter de Marshall Ruling (Ex parte Young, 209 U.S. 123) en stond het opnieuw vorderingen voor federale rechtbanken tegen State Officials toe.